# 쇼인정
쇼인정(正院町)은 이시카와현 스즈군에 설치되었던 정이다.